# Friesella schrottkyi
Friesella schrottkyi (лат.) — вид безжальных пчёл, из трибы Meliponini семейства Apidae. Род был назван в честь крупного специалиста по пчёлам немецкого энтомолога Генриха Фризе, который в 1900 году описал его типовой и единственный вид под названием Trigona schrottkyi Friese, 1900. Пчёлы не используют жало при защите. Хотя жало у них сохранилось, но в сильно редуцированном виде.

## Распространение
Неотропика: Бразилия.

## Классификация
Единственный вид рода Friesella Moure, 1946 из трибы Meliponini. Род был выделен бразильским гименоптерологом Jesus Santiago Moure (1912—2010).